# Relais 4 × 100 mètres masculin aux Jeux olympiques d'été de 1980 (athlétisme)
Navigation
Montréal 1976 Los Angeles 1984
L'épreuve du relais 4 × 100 mètres masculin aux Jeux olympiques de 1980 s'est déroulée les 31 juillet et 1er août 1980 au Stade Loujniki de Moscou, en URSS. Elle est remportée par l'équipe d'URSS (Vladimir Muravyov, Nikolay Sidorov, Andreï Prokofiev et Aleksandr Aksinin) dans le temps de 38 s 26.

## Résultats

### Finale
| Rang               | Athlète                                                                              | Pays               | Temps   |
| ------------------ | ------------------------------------------------------------------------------------ | ------------------ | ------- |
| Médaille d'or      | Vladimir Muravyov Nikolay Sidorov Andreï Prokofiev Aleksandr Aksinin                 | Union soviétique   | 38 s 26 |
| Médaille d'argent  | Zenon Licznerski Leszek Dunecki Marian Woronin Krzysztof Zwolinski                   | Pologne            | 38 s 33 |
| Médaille de bronze | Patrick Barré Pascal Barré Hermann Panzo Antoine Richard                             | France             | 38 s 53 |
| 4                  | Michael McFarlane Allan Wells Cameron Sharp Andrew McMaster                          | Royaume-Uni        | 38 s 62 |
| 5                  | Sören Schlegel Eugen Ray Bernhard Hoff Thomas Munkelt                                | Allemagne de l'Est | 38 s 73 |
| 6                  | Pavel Pavlov Vladimir Ivanov Ivaylo Karanyotov Petar Petrov                          | Bulgarie           | 38 s 99 |
| 7                  | Hammed Adio Kayode Elegbede Samson Oyeledun Peter Okodogbe                           | Nigeria            | 39 s 12 |
| 8                  | Milton Costa de Castro Nelson Rocha dos Santos Katsuhiko Nakaya Altevir Araujo Filho | Brésil             | 39 s 54 |

## Légende
Records et Performances
- AR : Record continental (area record)
- CR : Record des championnats (championship record)
- MR : Record du meeting (meet record)
- NR : Record national (national record)
- OR : Record olympique (olympic record)
- PR : Record paralympique (paralympic record)
- PB : Record personnel (personal best)
- SB : Meilleure performance personnelle de la saison (season's best)
- WL : Meilleure performance mondiale de l'année (world leader)
- WJR : Record du monde junior (world junior record)
- WR : Record du monde (world record)

Circonstances et Conditions
- DNF : N'a pas terminé (did not finish)
- DNS : N'a pas pris le départ (did not start)
- DQ : Disqualification (disqualification)
- NM : Aucun essai valable enregistré (No Mark)
- Q : Qualifié « directement » au prochain tour (ou à la prochaine compétition), lors d'une compétition majeure, grâce au classement ou à la réalisation des minima (automatic qualifier)
- q : Qualifié au prochain tour (ou à la prochaine compétition), lors d'une compétition majeure, grâce au repêchage ou à la réalisation de l'une des meilleures performances parmi celles des « non qualifiés directement » (grâce au meilleur temps ou à la meilleure distance par exemple) (secondary qualifier)